# Isospín débil
El isospín débil en la física de partículas es paralela a la idea de isospín bajo la interacción fuerte, pero se aplica a la interacción débil. Al isospín débil usualmente se le asigna el símbolo Tz o IW.

## Diferencia con el isospín
Los leptones no se someten a la interacción fuerte y por eso el isospín no se define para ellos. Pero del mismo modo, el isospín crea multipletes hadrónicos de partículas que son indistinguibles bajo la interacción fuerte, todos los fermiones elementales pueden ser agrupados en multipletes que se comportan de igual forma bajo la interacción débil. Por ejemplo, en la desintegración de un quark, los quarks tipo "u" (u, c, t) siempre originan quarks tipo "d" (d, s, b) y viceversa. Por otro lado un quark nunca se desintegra en un quark del mismo tipo. Algo similar ocurre con los leptones, que se dividen en dos grupos: leptones cargados vs neutrinos. 
Entonces los fermiones fundamentales son agrupados en pares de partículas que se comportan iguales bajo la interacción débil y difiere de otros pares en sus masas (p.e. pertenecen a diferentes generaciones de materia). Esto significa que todos los fermiones zurdos tienen un isospín débil total Tz = 1/2 (como se puede ver en las proyecciones de éste isospín, análogo a todos los spins, puede cambiar).
Como en el caso del isospín, miembros de pares iguales se distinguen de un tercer componente de isospín débil (Tz). Los fermiones tipo "u" (quarks u, c, t y neutrinos) tienen Tz = +1/2, mientras que los fermiones tipo "d" (quarks d, s, b y leptones cargados) tienen Tz = −1/2.
Hay también una ley de conservación del isospín débil: todas las interacciones débiles deben preservar el isospín débil.

## Isospín débil y los bosones W
La simetría asociada con el espín es SU(2). Ésta requiere de bosones de gauge para transformarse entre cargas de isospín débil: bosones W+, W− y W0. Esto implica que los bosones W tienen un Tz = 1 con tres diferentes valores de Tz..
- Los bosones W+ (Tz = +1) regula transiciones {(Tz = +1/2) → (Tz = −1/2)},
- Los bosones W− (Tz = −1) es emitido en transiciones {(Tz = −1/2) → (Tz = +1/2)}
- Los bosones de gauge W0 (Tz = 0) podría regular reacciones donde Tz (sin carga) no hace cambio. (Sin embargo los bosones W0 mezcla con el bosón de gauge electromagnético B, así en lugar de W0 nosotros vemos el bosón Z y en lugar del B observamos un γ).